# رؤیای فرمانروای بزرگ
رؤیای فرمانروای بزرگ (به کره‌ای: 대왕의 꿈) مجموعه تلویزیونی درام و تاریخی کره‌ای محصول سال ۲۰۱۲ است که در ۷۰ قسمت توسط شبکه کی‌بی‌اس کره جنوبی ساخته شده است. این سریال مربوط به دوره شیلا، یکی از سلسله های تاثیرگذار کره است، کیم یوشین که سال‌ها به همراه خانواده خود در مرزها زندگی سختی گذرانده به پایتخت شیلا، سورابل می‌رود.

## خلاصه داستان
این سریال داستان زندگی و حکمرانی کیم چونچو، یکی از پادشاهان امپراتوری شیلا، را دنبال می‌کند. او بعدها به عنوان پادشاه تائجونگ موییل بزرگ، معروف شد و نقش مهمی در اتحاد سه پادشاهی کره ایفا کرد.

### دوران کودکی و نوجوانی
کیم چونچو، نوهٔ پادشاه جینجی که فرزند پادشاه جین هئونگ بود، دوران کودکی سختی را گذرانده است. او از همان ابتدا علاقه‌مند به یادگیری و درک مسائل سیاسی و نظامی بود. در این دوران، روابط خانوادگی و سیاسی سختی‌ها و چالش‌های زیادی را برای او ایجاد کردند.

### تلاش برای اتحاد
کیم چونچو با رؤیای اتحاد سه پادشاهی کره - شیلا، گوگوریو و بکجه - تلاش‌های زیادی را آغاز می‌کند. او همکاری نزدیکی با ژنرال کیم یوشین، یکی از فرماندهان برجسته شیلا، دارد. این دونفر با هم تلاش می‌کنند تا نه تنها پادشاهی شیلا را تقویت کنند، بلکه دیگر پادشاهی‌ها را نیز به سوی اتحاد هدایت کنند.

### چالش‌های سیاسی و نظامی
کیم چونچو با دسیسه‌های سیاسی داخلی و تهدیدات نظامی خارجی مواجه می‌شود. با کمک کیم یوشین و سایر متحدان، او به تدریج قدرت را در شیلا به دست می‌آورد و شروع به انجام اصلاحات اساسی می‌کند.

### روابط عاشقانه
در میان این تلاش‌ها، زندگی شخصی کیم چونچو نیز به تصویر کشیده می‌شود. روابط عاشقانه‌ای که او با افراد مختلف دارد و تأثیر این روابط بر تصمیمات سیاسی و نظامی او یکی از جنبه‌های مهم داستان است.

### رسیدن به قدرت
با گذشت زمان، کیم چونچو موفق می‌شود قدرت بیشتری در شیلا کسب کند و به عنوان پادشاه ته‌جونگ‌مو تاج‌گذاری کند. او ادامه می‌دهد تا تلاش‌های خود را برای اتحاد سه پادشاهی به ثمر برساند. در این مسیر، او با مشکلات سیاسی، نظامی و شخصی مختلفی مواجه می‌شود که همه آن‌ها نیازمند تدبیر و شجاعت او هستند.

### پایان داستان
سریال با تمرکز بر دستاوردهای کیم چونچو و متحدانش و اتحاد تدریجی سه پادشاهی به پایان می‌رسد. حکمرانی کیم چونچو به عنوان پادشاه ته‌جونگ‌مو نه تنها به تقویت شیلا کمک می‌کند، بلکه باعث ایجاد یک کره متحد و قدرتمند نیز می‌شود.

## بازیگران

### شخصیت‌های اصلی
- چوی سو جونگ درنقش کیم چون‌چو، سپس پادشاه مویول[۱][۲][۳][۴]
  - چا سونگ وون درنقش جوانی کیم چون‌چو
- کیم یو سوک درنقش کیم یوشین
  - نو یونگ هاک درنقش جوانی کیم یوشین
- پارک جو می (قسمت‌های ۸ – ۱۸) و هونگ اون هی (قسمت‌های ۱۹ – ۷۰) درنقش شاهزاده‌خانم دوک‌مان، سپس ملکه سوندوک[۵][۶][۷][۸][۹][۱۰]
  - سون جو آه درنقش جوانی دوک‌مان
- لی یونگ آه درنقش ملکه سونگ‌مان
  - کیم هیون سو درنقش جوانی سونگ‌مان
- سون یو اون درنقش شاهزاده‌خانم سونگ‌مان، سپس ملکه جین‌دوک

### دیگر شخصیت‌ها
خانواده کیم چون‌چو
- جونگ دونگ هوان درنقش کیم یونگ‌چون

(پدر کیم چون‌چو)
- جو کیونگ سوک درنقش شاهدخت شاهزاده‌خانم چونگ‌میونگ (کیم چون‌چو مادر)
- چو سو یونگ درنقش بانو بورا (همسر اول کیم چون‌چو)
- لی نا درنقش کیم مون‌هی، سپس ملکه مون‌میونگ (همسر دوم کیم چون‌چو و خواهر کیم یوشین)[۱۱]
- گرینا پارک درنقش کیم گوتاسو
  - جونگ دا بین درنقش جوانی کیم گوتاسو
- لی جونگ سو درنقش کیم بوپ‌مین، سپس پادشاه مون‌مو
  - کیم جین سونگ درنقش جوانی کیم بوپ‌مین
- جون کوانگ جین درنقش کیم این‌مون
- چوی کیو هیون درنقش ملکه جاوی
- جو یونگ جین درنقش کیم جونگ‌میونگ

خانواده کیم یوشین
- چوی ایل هوا درنقش کیم سوهیون (پدر کیم یوشین)
  - کیم دونگ یون درنقش جوانی کیم سوهیون
- کیم یه ریونگ درنقش بانو مان‌میونگ (مادر کیم یوشین)
  - کیم هیونگ می درنقش جوانی بانو مان‌میونگ
- مین جی آه درنقش کیم بوهی (خواهر کیم یوشین)
- پارک جه وونگ درنقش کیم هوم‌سون (برادر کوچکتر کیم یوشین)
- کیم هیون سوک درنقش بانو جه‌مه
- کیم دونگ یون درنقش کیم سام‌کوانگ
- بک سونگ وو درنقش کیم وون‌سول
- لی سول بی درنقش بانو جی‌سو (سومین همسر کیم یوشین و دختر کیم چون‌چو)

خانواده سلطنتی شیلا
- کیم ها گیون درنقش پادشاه جین‌پیونگ
- جانگ جه سون درنقش ملکه‌مادر سادو
- هونگ ایل کوون درنقش گال‌مون‌وانگ گوک‌بان (برادر پادشاه جین‌پیونگ)
- جو یانگ جا درنقش ملکه‌مادر مان‌هو
- ایم نان هیونگ درنقش ملکه مایا
- لی شی وون درنقش شاهزاده‌خانم بوریانگ
- جانگ مین کیو درنقش شاهزاده بورو
- چون بو گون درنقش مان‌هوا

اشراف و سیاستمداران شیلا
- ایم هیوک درنقش کیم آل‌چون
- سو این سوک درنقش سوک اول‌جونگو
- لی وو سوک درنقش ارباب اول‌جه
- چوی چول هو درنقش بی‌دام
- پارک چیل یونگ درنقش کیم هوجیک
- یانگ جه سونگ درنقش ایم جونگ
- لی ایل جه درنقش هوریم
- به دو هوان درنقش یوم جانگ
  - کیم کی دو درنقش جوانی یوم جانگ
- بک جه جین درنقش مان‌چون
- کانگ جی هو درنقش یوم جونگ
- کیم میونگ گوک درنقش گوم کانگ
- لی وون سوک درنقش ساجین

شورش شیلا
- کیم هیوک درنقش گوم گون
- چوی وانگ سون درنقش یه وون
- لی میونگ هو درنقش یانگ دو
- جانگ ووک درنقش گون کوان
- یو مین هو درنقش چون کوانگ
- یون هونگ بین درنقش کوان چانگ
- کیم جی هون درنقش بان گول
- لی وون بال درنقش کیم پومیل
- چوی کیو هوان درنقش کیم جین‌جو
- جانگ دونگ کیو درنقش کیم جین‌هوم

دیگر چهره‌های شیلا
- لی ته رو درنقش مونک وونگ‌وانگ
- جو جه وان درنقش بک سوک
- چوی بوم هو درنقش چان‌دوک
- لی چول مین درنقش چیل‌سوک
- یوم چول هو درنقش سوک‌پوم
- کیم هونگ پیو درنقش کیم پوم‌سوک
- لی بیونگ ووک درنقش گوم ایل
- کیم ته هیونگ درنقش کانگ‌سو
- کیم هیون گیل درنقش دونگ تاچون

گویموندان
- جانگ دونگ جیک درنقش بی‌هیونگ
- کیم کیونگ ریونگ درنقش نان‌یونگ
- لی جانگ یونگ درنقش گیل‌دال
- نوه یونگ جو درنقش یونگ اون‌گون‌هه
- لی سه یونگ درنقش چون گوان‌یو
- کیم جین یی درنقش سی‌نو
- هونگ سو آه درنقش یونگ یون‌هوا[۱۲]
  - کانگ یه سو درنقش جوانی یون‌هوا
- لی آیی درنقش یونگ، همسر پادشاه
  - لی هه این درنقش جوانی یونگ
- جانگ جون یونگ درنقش موچوک
- مایا درنقش هورانگ
- کیم هیون جونگ درنقش میورانگ

گوگوریو
- چوی دونگ جون درنقش یون گه‌سومون
- آن شین وو درنقش پادشاه بوجانگ
- کیم سون دونگ درنقش نوی اوم‌شین

بکجه
- پارک چول هو درنقش پادشاه مو
- لی جین وو درنقش پادشاه اویجا
- چا گی هوان درنقش گیه‌رو
- گونگ جونگ هوان درنقش بویو یونگ
- هو جونگ مین درنقش بویو ته
- کیم مین کی درنقش بویو هیو
- جانگ ته سونگ درنقش بویو پونگ
- چوی جه سونگ درنقش ژنرال گی‌بک
- جو اون سوک درنقش همسر گی‌بک
- کیم چول کی درنقش دوچونگ
- کیم یونگ کی درنقش گوی‌شیل بوک‌شین
- چوی وو جون درنقش یون چونگ
- کیم وون به درنقش سونگ چونگ
- ایم بیونگ کی درنقش هونگ‌سو
- وون سوک یون درنقش سانگ‌یونگ
- چوی دونگ یوب درنقش اوی‌جیک
- هوانگ این یونگ درنقش هواشی
- جونگ سونگ وو درنقش دوجیم
- جو ته بونگ درنقش چونگ‌سونگ

دودمان تانگ
- یون سونگ وون درنقش امپراتور تای‌زونگ
- سو دونگ سو درنقش امپراتور گائوزونگ
- جونگ هونگ چه درنقش سو جونگ‌بانگ
- بانگ هیونگ جو درنقش دونگ بوریانگ
- سون دونگ هیوک درنقش یو این‌وون
- کیم یونگ سون درنقش یو اینگ‌وه
- چوی ناک هی درنقش سون این‌سا
- او سانگ هون درنقش فرمانده تانگ

ژاپن
- کیم مین کیونگ درنقش امپراتریس کوگ‌یوکو
- آن هونگ جین درنقش شاهزاده ناکانونو
- نو سونگ جین درنقش ناکاتومی نو کاماتاری
- جونگ جین گاک درنقش سوگا نو ای‌روکا

## صداپیشگان
مدیر دوبلاژ: علیرضا باشکندی
- امیرمحمد صمصامی (کیم یو سوک/ کیم یوشین)
- شروین قطعه‌ای (چویی سو جونگ/ بزرگسالی کیم چونچو)
- سعید شیخ‌زاده (چائه سانگ وو/ نوجوانی کیم چونچو)
- بیژن علی محمدی (کیم‌ها کیون/ پادشاه جینپیونگ از شیلا/ داماد چونچو/ یون گه سومون فرمانده گوگوریو
- فرانک رفیعی طاری (سئون جو آه/ نوجوانی دوکمان (سوندوک))
- مینو غزنوی (پارک جو می/ هونگ اون هی/ بزرگسالی دوکمان (سوندوک))
- شوکت حجت (کیم هیون سو/ سونگمان)
- مهین برزویی (میشل)
- امیر منوچهری (شاهزاده گوک بان)
- علی همت مومی وند (روباه طلایی)
- علی رضا باشکندی (بیونگ (عموی کیم چونچو))
- شهروز ملک آرایی (پدر کیم چونچو)
- تورج مهرزادیان (مشاور اعظم شیلا)
- لادن سلطان پناه (مادر کیم یوشین/ بزرگسالی گوتاسو)
- رزیتا یاراحمدی (عشق اول کیم یوشین)
- شیلا آژیر (بورا (همسر اول کیم چونچو)/ پسرتقلبی سونگمان/ چابی/ بزرگسالی یونهوا (دختر سونگمان))
- سحر اطلسی (مونیا (خواهر یوشین و همسر دوم کیم چونچو))
- سحر صحامیان (بوپمین (پسر اول کیم چونچو)/ بویی (خواهر دوم یوشین)/ هواشین (جاسوس بکجه))
- سمیه موسوی (کودکی یونهوا (دختر سونگمان)/ کودکی گوتاسو (دختر چونچو از همسر اولش))
- حسین خداداد بیگی (وزیر پاچین جان)
- زهرا سوهانی (همسر مشاور اعظم شیلا)
- حسین سرآبادانی (جوانی پدر کیم یوشین/ کیم موسونگ (برادر کیم یوشین))
- آزیتا یاراحمدی (شینو)
- امیر حکیمی (بیدام)
- بهروز علی محمدی (بزرگسالی بوپمین (پسر اول چونچو))
- بابک پاییزان (اومین (پسر دوم چونچو))
- رضا الماسی (سرکار جونبانگ)
- ابوالفضل شاه بهرامی (راوی)
- محمد یاراحمدی (عناوین سال و مکان)
- علی اصغر رضایی نیک
- رهبر نوربخش
- کوروش فهیمی
- محمود اسماعیلیان

## پخش
این مجموعه از ۸ سپتامبر ۲۰۱۲ تا ۹ ژوئن ۲۰۱۳ در روزهای شنبه و یکشنبه ساعت ۲۱:۴۰ در ۷۰ قسمت از شبکه KBS1 کره پخش شد. در ایران برای اولین بار از ۲۷ مهر ۱۳۹۵، از شبکه نمایش پخش شد.